# Arlette Chaumorcel

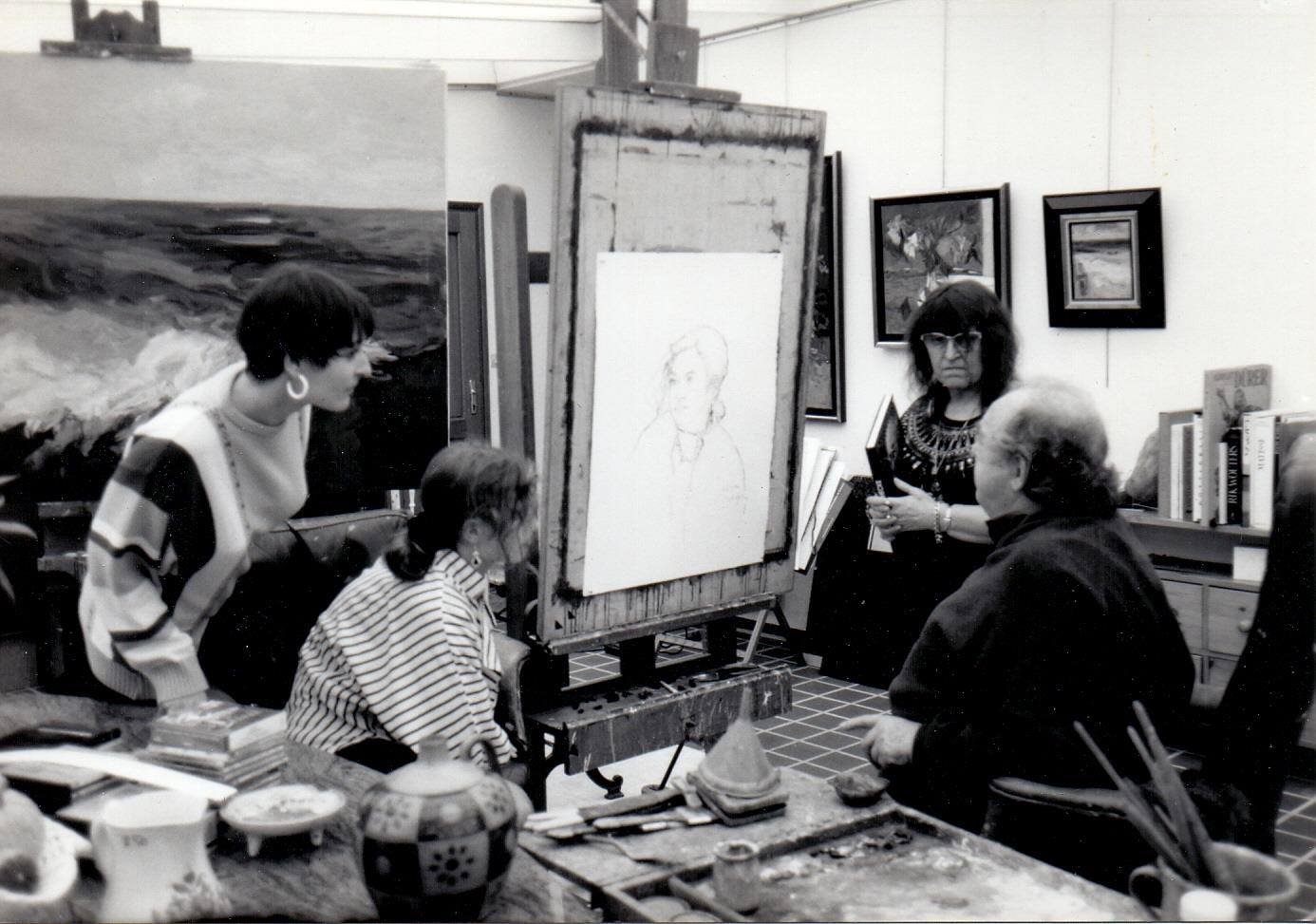

Arlette Chaumorcel, née Brionne à Châteaubourg, Ille-et-Vilaine, le 20 mai 1935 est une poétesse française du XXe siècle.  
Poète et romancière, elle est membre de plusieurs jurys littéraires tels que le prix des Trouvères, le concours Africa poésie, prix découverte Simone de Carfort, prix des musées, prix des Beffrois. Elle est également présidente d'honneur et cofondatrice avec Noël Josèphe de la Maison régionale de la poésie  ,,, des Hauts-de-France. 
Intervenante et conférencière, elle intervient et anime des ateliers de poésie en direction de tous les publics. Arlette Chaumorcel présente son œuvre poétique aux élèves des classes de première, à la demande des professeurs, dans le cadre de l'épreuve littéraire du baccalauréat où sont présentés ses textes.   

## Biographie
Arlette est la fille d’Emile Brionne (né à Domfront (Orne) le 25 avril 1885 - 19 septembre 1944) et de Maximilienne Hèches (née à Barzun le 3 décembre 1907 - 16 janvier 1992). La rencontre entre le Normand, Emile, et la jeune femme du Béarn, Maximilienne, se situe à Segré. Maximilienne est beaucoup plus jeune qu’Emile, néanmoins ils se marient le 26 septembre 1930 à Segré. De cette union naîtront quatre enfants Gérard (27 février 1933), Arlette (20 mai 1935), Irène (19 mars 1937) et Robert (26 octobre 1943). La famille est installée en 1934 à Châteaubourg (Ille-et-Vilaine) où Emile est percepteur. Lors de la déclaration de guerre en 1939, Emile entre en conflit avec son administration. Il est un opposant farouche au Maréchal Pétain. La perception de Châteaubourg est réquisitionnée par les Allemands. La famille doit vivre avec l’envahisseur honni dans sa propre maison. Des altercations éclatent fréquemment entre Emile et les officiers allemands jusqu’au jour où, à la suite d’un différend avec un collaborateur du village, un officier plaque son revolver sur la tempe d’Emile. Après la libération Emile décède. Il a mal supporté les quatre années de guerre et la mort de son fils Robert, décédé d’une broncho-pneumonie (9 février 1944 à l’âge de 4 mois). Maximilienne, veuve à trente-trois ans, quitte Châteaubourg avec ses trois enfants et s’installe à Domfront dans l’Orne, où Emile possédait une petite propriété.
Le deuil du petit frère, celui du père et les années de guerre, marquent Arlette Chaumorcel et son œuvre. La situation matérielle précaire de Maximilienne l’oblige à placer Gérard et Arlette en pension dans le Cours Complémentaire de La Ferté-Macé, où Arlette est pensionnaire durant trois ans. En 1949, alors élève de troisième, Arlette entre au collège de Domfront (actuel lycée Auguste Chevalier). Elle y fait la connaissance de Francis Chaumorcel, scolarisé dans la même classe. Francis a subi l’exode en 1940, à la suite des bombardements de Dunkerque d’où il est originaire. Son père Raymond Chaumorcel (24 mai 1904 - 16 juin 1973) fait prisonnier en 1940 est absent. C’est accompagné de sa mère Gabrielle Soète, (31 mai 1909 - 22 mai 1986)  de son frère et de sa sœur, que Francis suit la longue file des réfugiés qui fuient vers la Normandie. La famille est d’abord hébergée à Avranches (1940 - 1941) puis à Domfront (Orne) à partir de 1941.
Au lycée Chevalier Arlette rencontre également André Malartre, professeur d’éducation physique, qui ouvre un atelier théâtre en lequel les deux adolescents s’investissent. 
Arlette bénéficie des cours de français de Michel Vincent, professeur éclairé qui lui fait découvrir Jean Racine, Victor Hugo, Molière, Alfred de Musset, Honoré de Balzac, Émile Zola, Guy de Maupassant, François-René de Chateaubriand... En 1953, au baccalauréat, sur 10 élèves présentés à la session de juin, deux seront reçus: Francis Chaumorcel en mathématiques et Arlette Brionne en philosophie. Arlette prend un poste de surveillante au lycée de jeunes filles au Havre où elle est nommée le 13 octobre 1953. Elle entre comme institutrice remplaçante, en janvier 1954 à Caullery (Nord). Francis Chaumorcel, photographe, et Arlette Brionne se marient à Dunkerque le 17 juillet 1954. Evelyne, Chantal et Florence naîtront de cette union. À la rentrée 1955 ils sont nommés, lui, à l’école des garçons, elle, à l’école des filles de Loon-Plage. L’école des filles est dirigée par Micheline Devynck, épouse du poète André Devynck. Une amitié littéraire s’engage. Cette rencontre est importante à plusieurs titres, au titre de la Poésie, mais surtout dans l’aventure du poète. André Devynck est un ami du peintre Arthur Van Hecke. Celui-ci de passage chez les Devynck décide de faire le portrait d’Evelyne, fille aînée de Francis et Arlette. C’est cette petite fille au chapeau rouge et à la robe blanche qui est à l’origine de l’amitié indéfectible qui lie Arthur Van Hecke et Arlette Chaumorcel. Elle pose d'ailleurs, fréquemment pour l'artiste et fait un don important d’œuvres d'Arthur Van Hecke, au musée de Roubaix La Piscine (musée).
Les rencontres et les déménagements se succèdent. En 1968, Arlette Chaumorcel est directrice d’école à Wez-Macquart (La Chapelle-d'Armentières). Elle fait alors la rencontre de Roger Lahaye, musicien. C’est la naissance d’un duo Auteur/Compositeur/Interprète. Plus de 150 chansons enregistrées sont le fruit de cette coopération entre les deux artistes.  
Peu avant, en 1966, Pierre Descamps, rédacteur de la revue Plein-Nord, et Jean-Marie Sourgens, chargé de la culture à la Voix du Nord, consacrent un reportage à Arlette Chaumorcel . Robert Lefebvre, journaliste à la Voix du Nord,  qui prépare le « Prix jeune Poésie » du journal, invite Arlette Chaumorcel à être dans le jury. C’est la première fois qu’Arlette se trouve impliquée en tant que juré. Avec elle dans le jury, se trouvent Bernard Dimey et Luc Bérimont. Les amitiés se nouent.  Robert Lefebvre et son épouse Nelly Laurence , présentent le céramiste Jean Brisy à Arlette. À la suite du décès de Jean Brisy,  une plaque portant une partie d’un poème d’Arlette Chaumorcel est fixée sur la maison du céramiste, 2 place aux oignons à Lille. Le poème est dédié à Jean Brisy.  
À Doué-la-Fontaine, en 1967, Arlette obtient un 3e prix au concours de la Rose d’Or et y rencontre Eugène Beaumont, écrivain, président du Comité de la Rose, Gérard Brecq sculpteur, Henry Rougier, Jean Bancal, Jean L’Anselme, et Jean Dubacq. Une correspondance de plusieurs années s’établit entre eux.
À partir de 1973, Arlette Chaumorcel, lauréate du prix de la Rose d’Or de la Poésie en 1972 et du prix de la Rose d’or de la chanson en 1969, devient membre permanent du jury de Doué-la-Fontaine. Elle retrouve André Malartre le professeur poète de son adolescence et participe à plusieurs reprises au jury de la Rose d’or avec Luc Bérimont, Hervé Bazin, André Berry et Pierre Hiégel qu’elle seconde au jury de la chanson.
Amie intime d’Arthur Van Hecke, il lui permet de rencontrer le peintre François Seys (peintre de la mouvance Nicolas De Staël ) avec lequel elle se lie d’amitié. Avec Robert Lefebvre, elle fait la connaissance un soir de récital rue de la monnaie à Lille de Serge Contesse qui lui aussi devient l’un de ses intimes.  Serge Contesse, photographe à la Voix du Nord, est peintre. Plus tard, Claude Génisson à son tour entrera dans le cercle des amis - Francis Chaumorcel ayant été choisi par le peintre Claude Génisson pour une série de portraits nécessaires à son exposition au château de Vacoeuil.
Au début de l’année 1980, Pierre Descamps met Arlette en relation avec le poète André Péragallo, retiré en Champagne. Par son intermédiaire, Arlette devient l’amie de Jean-Paul Mestas, poète, et de Christiane, son épouse, peintre. Tous deux animent la revue Jalons.
À la même époque lors d’un récital « Poètes vos papiers » donné au théâtre d’Arras Arlette fait la connaissance de Pierre Seghers. Celui-ci s’éprend des chansons d’Arlette Chaumorcel, mises en musique et interprétées par Roger Lahaye et s’éprend également du travail du photographe Francis Chaumorcel une nouvelle amitié vient de naître. Arlette entretiendra avec Pierre et Colette Seghers de loin en loin jusqu’à la mort de celle-ci une correspondance. Arlette Chaumorcel est à l’origine du baptême du square Pierre Seghers et de la stèle érigée par la ville de Lens en février 2018.
À partir de 1990, Arlette Chaumorcel s’implique à la  Maison de la Poésie des Hauts-de-France, située à Beuvry, dont elle est cofondatrice avec le Président de Région Noël Josèphe. D’autres rencontres avec des poètes, des musiciens ou des peintres s’y font. Parmi elles, Jean Orizet et Marie-Claire Bancquart invités à l’Alliance Française de Torreón, au Mexique, pour fêter le printemps des poètes en 2005 en même temps que se déroulent deux expositions photographiques de Francis Chaumorcel et des animations menées par Arlette Chaumorcel. 
Présidente d’honneur de la Maison Régionale de la Poésie des Hauts-de-France, elle y rencontre et accueille de nombreux artistes dont ; Jacques Charpentreau, Jean-Michel Delambre, Josette Frigiotti, Jean Le Boël, Jean-Daniel Robert, Michel Bülher, Julos Beaucarne, le sculpteur Fredy Taminiaux, le peintre Rosine Devynck, le sculpteur-graveur Jacques Declercq, la collagiste Ghislaine Lejard, Jean-Marie Gilory, Jean Bensimon, Bruno Rombi, André Doms, Jean-Claude Albert Coiffard, Martine Morillon poète directrice de Poésie Première, le poète et résistant Georges-Emmanuel Clancier... la liste n’est pas exhaustive dans le mouvement perpétuel de la Poésie. 
Arlette Chaumorcel réside à Merville (Nord), exerce le métier d'enseignante et termine sa carrière de directrice d'école pour se consacrer à sa passion et son talent: l'écriture,.

## Publications
Arlette Chaumorcel publie une trentaine de recueils de poésie et de contes, dont son recueil de comptines « Le buisson d’Annelise » qui est remarqué par la Bibliothèque Nationale de France et exposé à Paris en 1987.
Ses œuvres sont traduites dans plus de vingt langues et publiées dans de nombreuses anthologies nationales et internationales,,,,,,,,,,,

## Distinctions
- Rose d’or de la chanson (1969) Doué-la-Fontaine.
- Rose d’or de la poésie (1972) Doué-la-Fontaine[34].
- Chevalier dans l’ordre National du Mérite (2001)[35].
- Prix Yves Cosson décerné par l’Académie littéraire de Bretagne & des Pays de Loire (2015)[36],[37].
- Officier des Palmes académiques (2016)[38].